# Neapolitanka (obraz Aleksandra Kotsisa)
Neapolitanka albo Włoszka – obraz Aleksandra Kotsisa z ok. 1870 wykonany techniką olejną na płótnie, znajdujący się w Galerii sztuki polskiej 1800–1945 Muzeum Śląskiego w Katowicach.
Wśród portretów autorstwa Aleksandra Kotsisa Neapolitanka wyróżnia się „bogatszą charakterystyką postaci i zróżnicowaniem ujęcia kompozycyjnego”. Artysta przedstawił młodą kobietę, zapewne klęczącą, która opiera swoje dłonie na książeczce do nabożeństwa, trzymając jednocześnie różaniec. Kobieta ma na głowie biały welon. W tle widać wnętrze kościoła. Dzieło powstało ok. roku 1870. Katowickie muzeum zakupiło obraz od osoby prywatnej w Krakowie w 1936 roku. Obraz nie jest sygnowany.
Poczta Polska wydała w 1972 znaczek o nominale 2 zł z reprodukcją Neapolitanki w serii Malarstwo polskie – Dzień Znaczka 1972. Nakład liczył 5 234 040 sztuk. Autorem projektu znaczka był Tadeusz Michaluk. Znaczek wyszedł z obiegu w 1994 roku.